# Steampunk
Steampunk je kulturno gibanje, ki se je v 80. letih 20. stoletja pojavilo kot podžanr znanstvenofantastične književnosti in filma ter se razvilo v umetnostni slog in subkulturo. Steampunk združuje elemente znanstvene fantastike in viktorijanske dobe ali Divjega zahoda. V njem imajo veliko vlogo mehanske naprave z zobniki, parni stroji, cevi in druge vidne instalacije, ki zrcalijo nekdanje pa tudi sodobne ali futuristične tehnologije. 
Steampunk je našel svoj izraz v vseh oblikah popularne umetnosti, od znanstvenofantastične književnosti, stripov in filmov do likovne umetnosti, arhitekture, industrijskega oblikovanja in mode.